# 藤掛祥靖
藤掛 祥靖（ふじかけ よしやす、1986年6月25日 - ）は日本の俳優。身長180cm、体重67kg。

## 来歴・人物
東京都生まれ。群馬県（太田市）育ち。東京フィルムセンタースクールオブアート・俳優科卒業。
俳優・津川雅彦の付き人を務めた後、2010年から舞台を中心に活動を開始。特技は、ジャズダンス、コンテンポラリーダンス、バスケット、水泳。運動は全般的に得意である。他、殺陣経験あり。書道3段。

## 主な出演作品

### 舞台
- 「OASIS」（2010年・池袋シアターグリーンBIG TREE THEATER、ダチュラ兵 役）
- 「大江戸に降る雪」（2011年・池袋シアターグリーンBIG TREE THEATER、梅宮役）
- 「ハッチ2011」（2011年・大塚萬スタジオ、藤掛 役）
- 「Dandy cute Dandy」（2011年・アイピット目白、キョウ 役）
- 「ハッチ2011」再演（2011年・文化学院)　藤掛 役）
- 「Dragon Question !」（2011年・池袋シアターグリーンBIG TREE THEATER、ジョージ・パンク役）
- 「クリスマスプレゼントをあなたに!」（2011年・絵空箱、藤掛役）
- 「友よ! 2012」（2012年・絵空箱、藤掛役）
- 「贋作 熱海殺人事件〜みなしごハッチ物語〜」（原作：つかこうへい・2012年・絵空箱、大山金太郎 役）
- 「男おいらん〜裏吉原道中〜」（2012年・芝居砦 満天星、口入れ屋 役・メインダンサー出演）
- オペラ「TOSCA」（演出：アントネッロ・マダウ=ディアツ・2012年・新国立劇場、スイス兵・傭兵 役）
- オペラ「タンホイザー」（演出：ハンス=ペーター・レーマン・2013年・新国立劇場、妖精 役）

### テレビ
- ドラマW「誘拐」（2009年・WOWOW、警察官 役）
- 「世にも奇妙な物語20周年スペシャル ニュースおじさん、ふたたび」 （2010年・フジテレビ、警備員 役）

### 映画
- The BABEL SHORT FILMS 「Harujion」（原廣利監督作品・2012年、スール 役）

### CM
- ホンダ WebCM　「ホンダジョルノ」（2011年）

### その他
- 第10回シアターχ 国際舞台芸術祭「catch up the Rhythm!」（2012年・東京両国　シアターχ、ダンス出演）
- 「ONE J DANCE FACTORY」8th Exhibition（2012年・グリーンホール相模大野多目的ホール、ダンス出演）
- 成城ダンスフェスティバル（2013年・成城ホール、ダンス出演）
- Japan Music Festival（2013年・Zepp DiverCity東京、モデル出演）

| スタブアイコン | サブスタブ | この項目は、まだ閲覧者の調べものの参照としては役立たない、俳優（男優・女優）に関連した書きかけの項目です。この項目を加筆・訂正などしてくださる協力者を求めています（P:映画/PJ芸能人）。 |